# Pedro Martín (Carrascal del Obispo)
Pedro Martín es un despoblado español del municipio de Carrascal del Obispo, perteneciente a la provincia de Salamanca, en la comunidad autónoma de Castilla y León.

## Historia
Hacia mediados del siglo XIX, el lugar, una alquería ya por entonces perteneciente a Carrascal del Obispo, tenía contabilizada una población de veintiocho habitantes. Aparece descrito en el duodécimo volumen del Diccionario geográfico-estadístico-histórico de España y sus posesiones de Ultramar de Pascual Madoz con las siguientes palabras:

PEDRO MARTIN: alq. en la prov. y part. jud. de Salamanca, térm. municipal de Carrascal del Obispo. Se compone de 6 vec., 28 alm., y las tierras que forman esta heredad son de la misma clase que las restantes del térm. de su ayuntamiento.
(Madoz, 1849, p. 744)

En 2023, la entidad singular de población no tenía empadronado ningún habitante.